# 제2차 백년전쟁

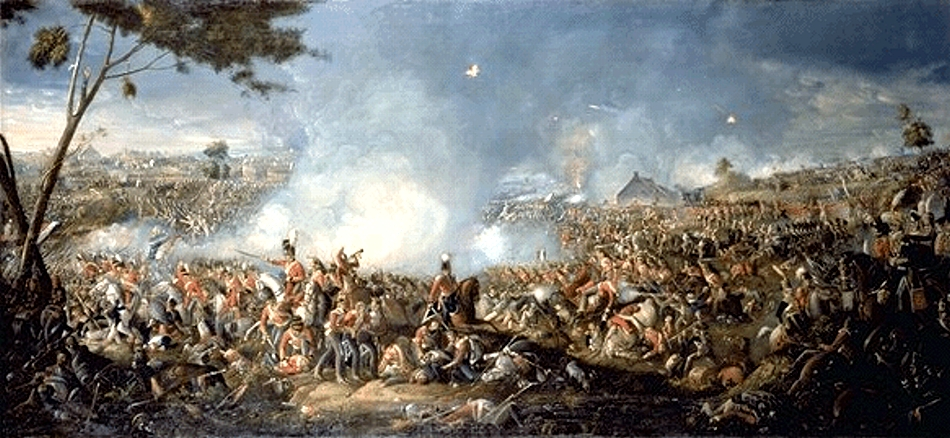
1815년의 워털루 전투

제2차 백년 전쟁(Second Hundred Years War, 1689년 ~ 1815년)는 유럽의 국경 분쟁과 왕위 계승, 북아메리카 대륙과 동남아시아, 아프리카 해외 식민지 쟁탈, 그리고 그들로 인한 미국의 독립, 프랑스 혁명, 나폴레옹 제국을 배경으로 영국(잉글랜드)과 프랑스 사이에 벌어진 일련의 전쟁의 총칭이다. 영국의 역사학자 JR 실리의 명명에 의한다. 일련의 전쟁의 결과, 영국이 우위에 서 있고 이후 "팍스 브리태니커"라는 번영의 시대의 기초를 닦았다.

## 용어
제2차 백년전쟁이라는 용어는 1883년 지어진 J. R. 실리의 유명한인 저서인 《The Expansion of England: Two Courses of Lectures》에서 따온 것이다. 백년 전쟁이 영국과 프랑스 간의 전쟁이었고, 전쟁 기간이 약 100년에 이르렀기 때문에 제2차 백년 전쟁이라는 이름을 붙였다.

## 배경

### 스페인의 쇠퇴
1571년에 레판토 해전에서 오스만 제국의 해군을 격파하고, 같은 해 마닐라를 건설, 또한 1580년에는 포르투갈을 병합하여 신구 양 대륙에 광대한 식민지를 가지고 "해가지지 않는 나라"를 건설한 펠리페 2세(재위 : 1556년 - 1598년) 시대의 스페인이었지만, 1588년 엘리자베스 여왕(재위 : 1558년 - 1603년) 통치 하의 잉글랜드에 상륙 작전을 기획했지만 , 스페인 무적함대는 아르 해전에서 패배를 당했다. 잉글랜드는 1600년에 동인도 회사가 설립되고 이후 1639년 마드라스, 1661년 뭄바이, 그리고 1690년 캘커타를 거점으로 인도 경영에 나섰다. 북미 대륙에서는 1607년 버지니아 회사에서 버지니아 식민지가 만들어져 1619년에는 담배 농장을 위해 버지니아 식민지에 흑인 노예를 수입했다.

### 네덜란드의 발흥

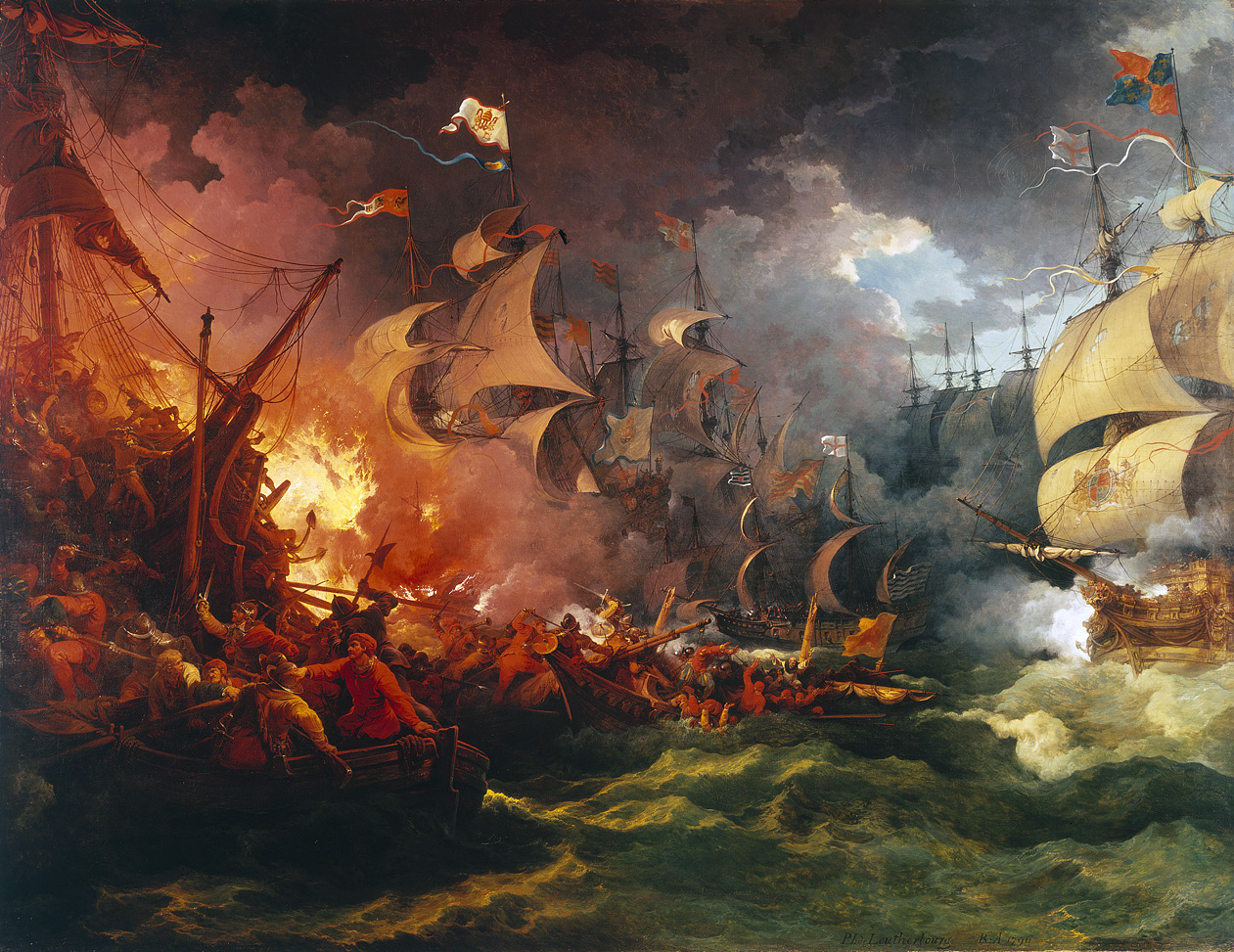
무적함대의 패배, 1588년 8월 8일

한편 15세기 이후 합스부르크 왕가의 영지에서 카를 5세(재위 : 1516년 - 1556년), 펠리페 2세 시대를 통해 스페인 영토였던 네덜란드는 1568년에 80년 전쟁이 시작하였다. 이것은 무적함대의 패배와 함께 스페인 몰락의 계기가 되었다. 스페인을 대신하여 세계의 해상권을 장악한 1581년 스페인에서 독립을 선언하고 30년 전쟁 후 베스트팔렌 조약(웨스트 팔리아 조약, 1648년)으로 정식으로 독립을 승인받아 네덜란드 공화국을 세웠다.
네덜란드는 1602년에 네덜란드 동인도 회사를 설립하여, 자와섬, 수마트라, 말라카를 식민지로하여 향료 무역을 활발하게 하였고, 1619년 그 입지를 바타비아에 두었다. 또한 1624년 타이완 남부 제란디아 성, 북미의 뉴암스테르담(1626년, 서인도 회사의 설립은 1621년), 남아프리카의 케이프 식민지(1652년), 남아시아에서는 실론의 콜롬보(1656년) 등을 거점으로 해외로 세력을 확장한다. 이에 따라 암스테르담은 리스본을 대신하여 서유럽 최대의 상업 금융 도시로 발전했다. 아벨 타스만에 의한 남태평양 탐험(1642년 - 1644년)도 이루어졌으며, 1609년에는 일본 히라도에 상관을 설립했고, 1639년 포르투갈 선박 내항 금지(쇄국의 완성) 이후는 유럽에서 유일하게 무역 국가로 대일 무역을 독점했다.

### 잉글랜드-네덜란드의 충돌

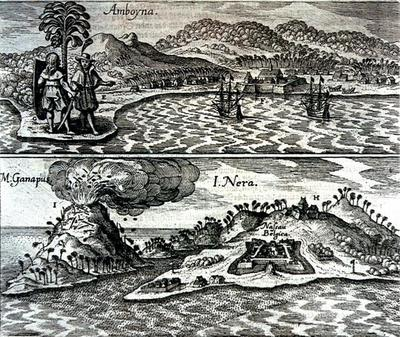
암보이나 섬의 잉글랜드와 네덜란드 영토를 그린 동판화(1655년)

그동안 잉글랜드에서 엘리자베스 여왕은 후계자가 없었기 때문에 스코틀랜드에 있는 스튜어트 왕조의 제임스 6세를 잉글랜드 왕으로 불러 들였다(제임스 1세, 재위 1603년 - 1625년). 그러나 왕권신수설의 신봉자인 왕과 의회는 자주 충돌했고, 1621년에는 "의회 대항의 사건"이 일어났고, 이 때 대법관이었던 프랜시스 베이컨도 고발하고 있다. 또한, 1623년에는 암보이나 사건이 일어나고 말라카 동쪽의 동남아시아, 동아시아에서 잉글랜드 세력이 네덜란드 세력에 의해 쫓겨났으며, 그 해 히라도 상관을 폐쇄하고 일본과의 교역에서도 철수하였다. 그 이후 잉글랜드는 인도 진출에 전념하게 된다.
다음 왕인 찰스 1세(재위 : 1625년 - 1649년) 대에 이르러 1628년의 권리청원, 1639년의 스코틀랜드 반란, 1641년 의회의 대간주 등 정치적 혼란이 이어졌고, 왕과 의회의 충돌은 결국 남북전쟁으로 발전하여 청교도 혁명이 일어났으며, 1649년 국왕 찰스 1세가 처형되고 올리버 크롬웰의 공화정이 시작되었다.
크롬웰은 다양한 특권과 산업 규제를 철폐하고, 상공업의 발전에 노력하였다. 특히 1651년에는 패권을 쥐고 있는 네덜란드의 중개 무역을 타도하기 위해 항해 조례를 만들었고, 영국-네덜란드 전쟁(제 1차, 1652년 - 1653년)을 일으켜 네덜란드의 제해권에 타격을 주었다.
왕정복고 후 잉글랜드군이 북미에 있는 네덜란드의 식민지인 뉴암스테르담을 점령한 사건을 발단으로, 찰스 2세(재위 : 1660년 - 1685년)를 받드는 잉글랜드와 요한 드 비트가 이끄는 네덜란드 사이에 제2차 영국-네덜란드 전쟁(1665년 - 1667년)이 일어났다. 전쟁의 결과, 현재 뉴욕에 있었던 뉴암스테르담은 잉글랜드 영토가 되었고, 네덜란드는 북미의 거점을 잃게 되었다.
따라서 네덜란드는 대서양에서의 영향력을 상실하였다. 그 결과 네덜란드의 주력 상품이었던 아시아의 향신료의 인기가 떨어지고, 잉글랜드의 주력 상품이었던 인도에서 생산되는 직물(칼리코)이 유행하기 시작했다. 네덜란드는 3차에 걸친 영국-네덜란드 전쟁과 프랑스의 네덜란드 왕위 계승 전쟁(남 네덜란드 왕위 계승 전쟁과 네덜란드 전쟁)으로 국력을 소모했다. 또한 여전히 자금이 풍부했던 네덜란드의 자본이 잉글랜드 산업에 투자되었다.

### 영국-네덜란드 충돌의 끝
제3차 영국-네덜란드 전쟁(1672년 - 1674년)는 프랑스가 시작한 네덜란드 전쟁(1672년 - 1678년)에 잉글랜드가 협력하는 형태로 시작되었다. 1673년, 잉글랜드와 프랑스는 대함대를 조직하여 네덜란드를 공격했지만, 네덜란드 제독 데 로이테르가 격퇴하였다. 이 후 네덜란드 총독 오렌지 공작 빌렘 3세(훗날 잉글랜드 왕 윌리엄 3세)는 오스트리아, 스페인과 동맹을 맺고 프랑스를 포위하여, 프랑스군을 철수시켰다. 전쟁은 원하는 대로 되지 않았고, 재정 위기에 빠진 프랑스는 1675년 막대한 전쟁 자금을 모집하여 스웨덴-발트 제국의 참전을 재촉했다. 그러나 스웨덴의 독일 침공은 독일 제후들의 반감을 샀고, 그 최전선에 있었던 브란덴부르크 제후는 네덜란드와 동맹을 맺고 대항했다. 브란덴부르크-프로이센의 융성은 이후 잉글랜드와 프랑스 양국 관계에도 큰 영향을 미치게 된다.
또한 잉글랜드 의회에서는 네덜란드가 프랑스의 손에 떨어지면 잉글랜드는 프랑스 중상주의에 의해 경제적으로 굴복당할 수 있다는 목소리가 높아져, 찰스 2세의 친프랑스 노선 철회를 요구했다. 따라서 1677년 찰스 2세가 동생 요크 공작(후의 제임스 2세)의 딸 메리(훗날 메리 2세)를 빌렘에게 시집보내는 결혼동맹을 맺었다.

## 프랑스 절대 왕정

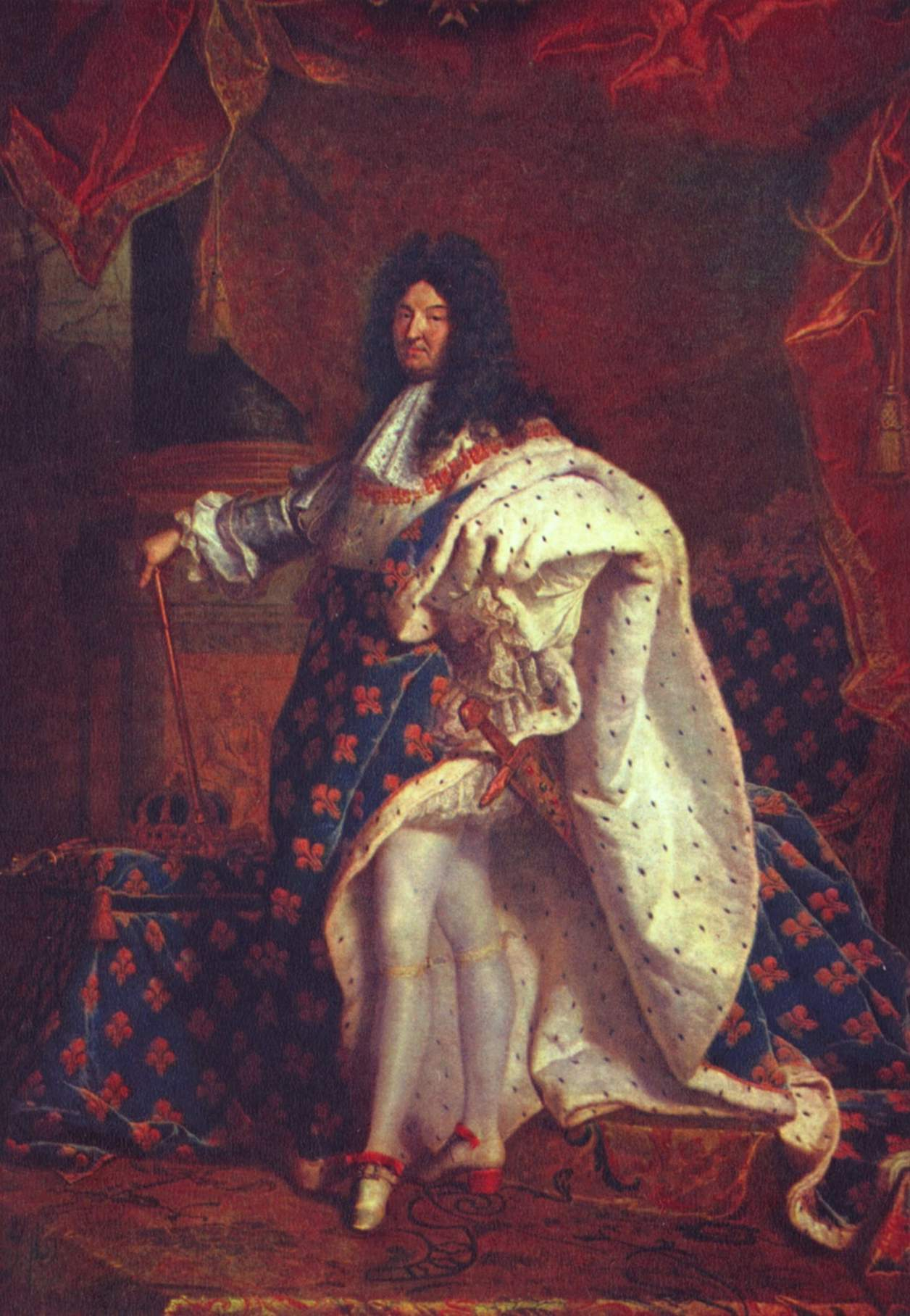
루이 14세

30여년에 걸친 위그노 전쟁(1562년 - 1598년)에서 잉글랜드가 프랑스를 유린했지만, 앙리 4세(재위 : 1589년 - 1610년)가 즉위하여 부르봉 왕가가 시작되었고, 1598년 낭트 칙령을 발포하여 국내의 종교 갈등에 종지부를 찍었다. 이로써 프랑스 절대 왕정의 기초가 만들어진다. 1604년에는 프랑스 동인도 회사가 설립되었고, 1608년에는 퀘벡 시가 건설되어 캐나다 식민지의 거점이 되었다.
다음 왕 루이 13세(재위 : 1610년 - 1643년)는 30년 전쟁에 개입하였으며, 프랑스는 구교 국가이면서 개신교 측에 서서 참전했다. 이 전쟁으로 독일은 황폐화되었고, 주권 국가 체제의 성립, 신성로마제국의 유명무실, 그리고 네덜란드와 스위스의 독립을 초래한 전쟁이었으며, 부르봉 왕가에게는 숙적이었던 오스트리아, 스페인 두 합스부르크 왕가에 대해 우위를 확보한 전쟁이기도 했다. 또한, 1642년에는 캐나다 몬트리올에서 도시가 건설되었다.
프랑스 마지막 귀족의 반란이 된 프롱드의 난(1648년 - 1653년)이 평정된 후 1661년, 태양왕 루이 14세(재위 : 1643년 - 1715년)의 친정이 시작되었고, 그해 베르사유 궁전의 건축이 시작되었다.
"짐이 국가다"로 알려진 루이 14세는 "영토 확대는 가장 기분 좋은 일이다"라고 호언하고 자연 국경설에 기초하여 때마다 겹치는 침략 전쟁을 하였다. 남부 네덜란드 왕위 계승 전쟁(1667년 - 1668년), 네덜란드 전쟁(네덜란드 침략 전쟁, 1672년 - 1678년) 그리고 제2차 백년 전쟁의 시작이 된 팔츠 계승 전쟁이다. 한편 동양 진출에서도 콜베르가 1664년 동인도 회사를 다시 편성하고 본격화한 인도에서는 샨데나고르(1673년)와 폰디세리(1674년)를 근거지로 잉글랜드에 대항하려 했다. 또한, 북미에서는 1682년에 미시시피강 유역 일대의 프랑스령 루이지애나 식민지가 시작되었다. "LA"라는 지명은 태양왕의 이름을 따서 프랑스인 라 사르에 의해 명명된 것이다.

## 영국 의회 왕정

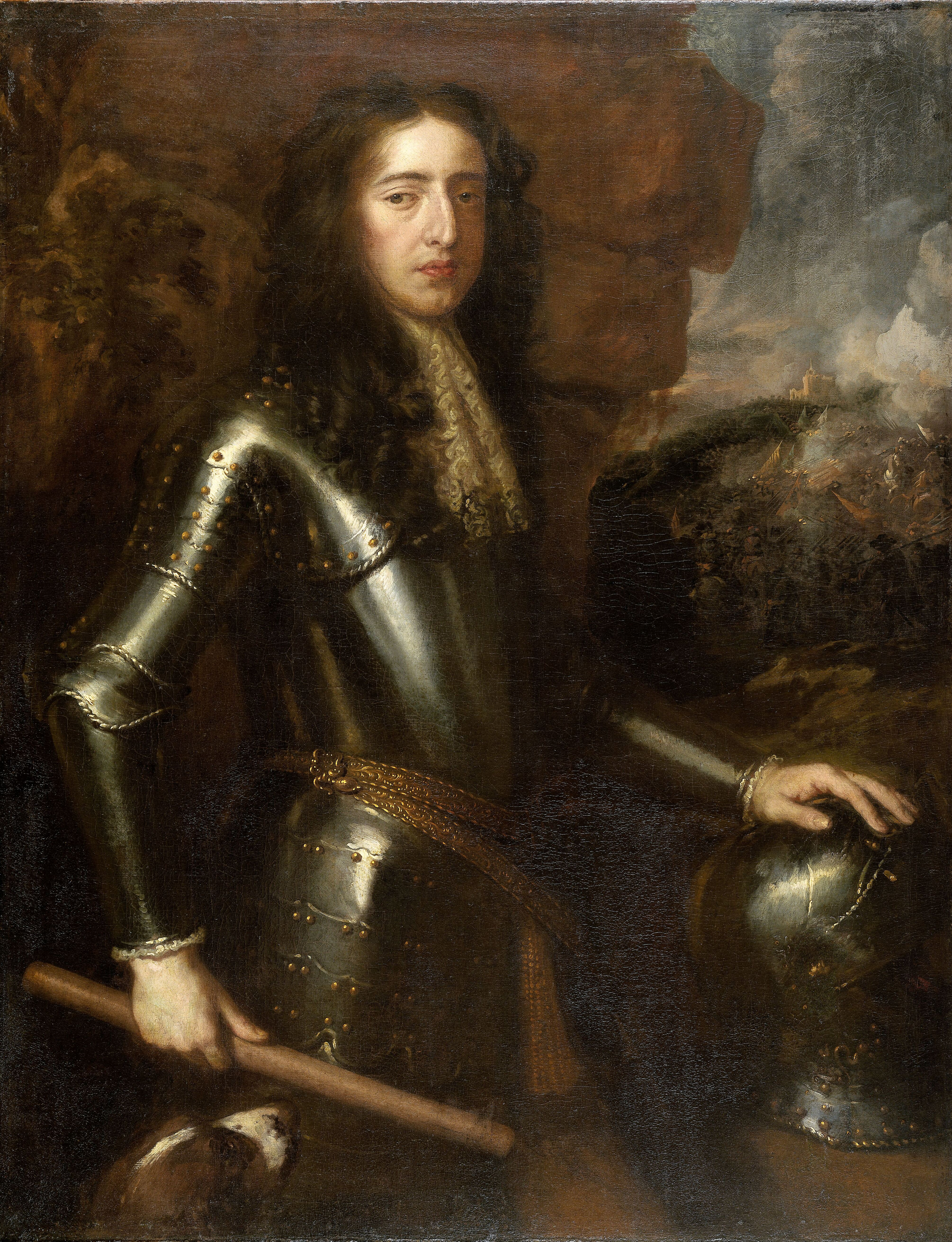
잉글랜드왕 윌리엄 3세

왕정 복고 이후에도 찰스 2세는 가톨릭 관료를 채용하는 등 구교의 부활을 시도했고, 극단적인 반동 정치를 실시했기 때문에, 의회는 1673년 심사율이나 1679년 인신보호법을 제정하고 그것을 견제했다. 또한 다음의 제임스 2세(재위 : 1685년 - 1688년)도 마찬가지의 폭정을 했기 때문에 결국 의회는 1688년 왕을 폐위하고 개신교의 열성적인 신자 찰스 1세의 외손자에 해당 하는 네덜란드 총독 빌렘 3세(윌리엄 3세)와 메리(메리 2세) 부부를 맞아 "권리선언"을 인정하게 했다. 이 정변은 유혈참사 없이 이루어졌다는 점에서 《명예혁명》이라고 한다. 윌리엄과 메리는 이듬 해 권리선언을 《권리장전》으로 발표하였고, 잉글랜드는 이것을 기회로 입헌군주국으로 전환하였다.
1688년 루이 14세가 독일의 팔츠 궁중백에 대해 왕제 오를레앙 공비의 계승권을 주장하며 팔츠 계승 전쟁을 일으킨다. 이에 맞서 잉글랜드, 스페인, 네덜란드, 오스트리아는 아우그스부르크 동맹을 맺고 프랑스 팔츠를 점거했다. 제2차 백년 전쟁은 종종 잉글랜드 왕 윌리엄 3세의 이름을 따서 윌리엄왕 전쟁이라고 부르고 있다.

## 전쟁
- 9년 전쟁 (1688–1697)
- 스페인 왕위 계승 전쟁 (1701–1714)
- 오스트리아 왕위 계승 전쟁 (1742–1748)
- 프렌치 인디언 전쟁 (1689–1763)
  - 윌리엄 왕 전쟁 (1689–1697)
  - 앤 여왕 전쟁 (1702–1713)
  - 프렌치 인디언 전쟁 (1754–1763)
- 7년 전쟁 (1756–1763)
- 미국 독립 전쟁 (1775–1783)
- 프랑스 혁명 전쟁 (1792–1802)
  - 프랑스 혁명 제1차 전쟁 (1792–1797)
  - 프랑스 혁명 제2차 전쟁 (1798–1802)
- 나폴레옹 전쟁 (1803–1815)
  - 제3차 대프랑스 동맹 (1803–1806)
  - 반도 전쟁 (1808–1814)
  - 100일 전쟁 (1815)

| 국면 | 유럽                                              | 북미                                 | 기타 분쟁                               | 강화조약 및 전후처리                               |
| ---- | ------------------------------------------------- | ------------------------------------ | --------------------------------------- | -------------------------------------------------- |
| 1    | 팔츠계승전쟁（1688년～1697년）                    | 윌리엄 왕 전쟁（1689년～1697년）     | －                                      | 라이스윅 조약（1697년）                            |
| 2    | 스페인 왕위 계승 전쟁（1701년～1713년）           | 앤 여왕 전쟁（1702년～1713년）       | －                                      | 위트레흐트 조약（1713년） 라슈타트 조약（1714년）  |
| 3    | 오스트리아 왕위 계승 전쟁（1740년～1748년）       | 조지 왕 전쟁（1744년～1748년）       | 제1차 카르나타카 전쟁（1744년～1748년） | 엑스라샤펠 조약 (1748년)                           |
| 4    | 7년 전쟁（1756년～1763년）                        | 프렌치 인디언 전쟁（1755년～1763년） | 플라시 전투（1757년）                   | 파리 조약 (1763년) 후베르투스부르크 조약（1763년） |
| 5    | －                                                | 미국 독립 전쟁（1775년～1783년）     | －                                      | 파리 조약 (1783년)（1783년）                       |
| 6    | 프랑스 혁명 전쟁～나폴레옹 전쟁（1792년～1815년） | 1812년 전쟁                          | －                                      | 비엔나 의정서（1815년）                            |

## 같이 보기
- 유럽의 아메리카 식민지화
- 영국-프랑스 관계
- 영국과 프랑스의 북아메리카 식민지 전쟁

## 참고 서적
- Blanning, T. C. W. The Culture of Power and the Power of Culture: Old Regime Europe 1660-1789. Oxford: Oxford University Press, 2002.
- Buffinton, Arthur H. The Second Hundred Years' War, 1689-1815. New York: Henry Holt and Company, 1929.
- Claydon, Tony. William III. Edinburgh: Pearson Education Limited, 2002.
- Crouzet, Francois. "The Second Hundred Years War: Some Reflections." French History 10 (1996), pp. 432–450.
- Scott, H. M. Review: "The Second 'Hundred Years War' 1689-1815." The Historical Journal 35 (1992), pp. 443–469. (A collection of reviews of articles on the Anglo-French wars of the period, grouped under this heading)
- Tombs, Robert and Isabelle. That Sweet Enemy: The French and the British from the Sun King to the Present. London: William Heinemann, 2006.